# 何際可
何際可（？—1603年），號海崙，河南河南府河南衛人，明朝政治人物。

## 生平
萬曆十年（1582年）壬午科河南鄉試舉人，萬曆二十年（1592年）壬辰科三甲八十六名進士，通政司觀政，八月授南直隸山陽縣知縣，二十六年升户部主事，二十八年蘇松监兑，三十年管太仓银库，升户部员外郎、郎中，三十一年仕至東昌府知府，本年卒。

## 家族
曾祖何桓，生员；祖父何承規，生员；父何器。